# العلاقات التشيكية النمساوية
العلاقات التشيكية النمساوية هي العلاقات الثنائية التي تجمع بين التشيك والنمسا.

## مقارنة بين البلدين
هذه مقارنة عامة ومرجعية للدولتين:
| وجه المقارنة                                              | التشيك                                                                            | النمسا                                                    |
| --------------------------------------------------------- | --------------------------------------------------------------------------------- | --------------------------------------------------------- |
| المساحة (كم2)                                             | 78.87 ألف                                                                         | 83.86 ألف                                                 |
| عدد السكان (نسمة)                                         | 10.52 مليون                                                                       | 8.81 مليون                                                |
| الكثافة السكانية (ن./كم²)                                 | 133.38                                                                            | 105.06                                                    |
| العاصمة                                                   | براغ                                                                              | فيينا                                                     |
| اللغة الرسمية                                             | اللغة التشيكية                                                                    | اللغة الألمانية، لغة الإشارة النمساوية ‏                   |
| العملة                                                    | كرونة تشيكية، كرونة تشيكوسلوفاكية                                                 | يورو، شلن نمساوي، رايخ مارك، شلن نمساوي                   |
| الناتج المحلي الإجمالي (بليون دولار)                      | 215.73 مليار                                                                      | 416.60 مليار                                              |
| الناتج المحلي الإجمالي (تعادل القوة الشرائية) بليون دولار | 356.15 مليار                                                                      | 426.99 مليار                                              |
| الناتج المحلي الإجمالي الاسمي للفرد دولار أمريكي          | 17.55 ألف                                                                         | 43.77 ألف                                                 |
| الناتج المحلي الإجمالي للفرد دولار أمريكي                 | 31.19 ألف                                                                         | 47.68 ألف                                                 |
| مؤشر التنمية البشرية                                      | 0.878                                                                             | 0.885                                                     |
| رمز المكالمات الدولي                                      | +420                                                                              | +43                                                       |
| رمز الإنترنت                                              | .cz                                                                               | .at                                                       |
| المنطقة الزمنية                                           | ت ع م+01:00، ت ع م+02:00، توقيت وسط أوروبا، توقيت وسط أوروبا الصيفي، أوروبا/براغ ‏ | توقيت وسط أوروبا، ت ع م+01:00، ت ع م+02:00، أوروبا/فيينا ‏ |

## مدن متوأمة
في ما يلي قائمة باتفاقيات التوأمة بين مدن تشيكية ونمساوية:
- ترتبط هودونين مع Zistersdorf [الإنجليزية]‏ باتفاقية توأمة منذ 1996.
- ترتبط تشيسكي بوديوفيتسه مع لينتس باتفاقية توأمة منذ 1979.
- ترتبط Hluboká nad Vltavou [الإنجليزية]‏ مع Grein, Austria [الإنجليزية]‏ باتفاقية توأمة.
- ترتبط تربيتش مع Lilienfeld [الإنجليزية]‏ باتفاقية توأمة منذ 2000.[14][15][14][15]
- ترتبط بلانسكو مع Mürzzuschlag [الإنجليزية]‏ باتفاقية توأمة.
- ترتبط Kaplice [الإنجليزية]‏ مع Freistadt [الإنجليزية]‏ باتفاقية توأمة.
- ترتبط تابور مع فيلز باتفاقية توأمة.
- ترتبط كروميشريش مع كرمس آن در دوناو باتفاقية توأمة.
- ترتبط Roudnice nad Labem [الإنجليزية]‏ مع امستيتن النمسا السفلى باتفاقية توأمة منذ 2004.
- ترتبط دوماجليتسه مع Furth bei Göttweig [الإنجليزية]‏ باتفاقية توأمة.
- ترتبط سوشيتسا مع يودنبورغ باتفاقية توأمة.
- ترتبط برنو مع فيينا باتفاقية توأمة منذ 1973.
- ترتبط فسيتين مع Mödling [الإنجليزية]‏ باتفاقية توأمة.
- ترتبط زنويمو مع Retz [الإنجليزية]‏ باتفاقية توأمة.
- ترتبط براخاتيتسه مع ماوتهاوزن باتفاقية توأمة.
- ترتبط Albrechtice nad Orlicí [الإنجليزية]‏ مع Wörgl [الإنجليزية]‏ باتفاقية توأمة.
- ترتبط Kyjov [الإنجليزية]‏ مع هولابرون باتفاقية توأمة منذ 13 أغسطس 2011.[16][17][16][18]

## منظمات دولية مشتركة
يشترك البلدان في عضوية مجموعة من المنظمات الدولية، منها:
| علم المنظمة | اسم المنظمة                               | تاريخ انضمام التشيك | تاريخ انضمام النمسا |
| ----------- | ----------------------------------------- | ------------------- | ------------------- |
|             | المنظمة الأوروبية لسلامة الملاحة الجوية   | 1996                | 1993                |
|             | المرصد الأوروبي الجنوبي                   | 2007                | 2008                |
|             | منظمة الشرطة الجنائية الدولية             | ?                   | ?                   |
|             | الاتحاد البريدي العالمي                   | ?                   | ?                   |
|             | مركز تنسيق الحركة في أوروبا ‏              | ?                   | ?                   |
|             | منظمة التجارة العالمية                    | ?                   | ?                   |
|             | منظمة التعاون الاقتصادي والتنمية          | ?                   | ?                   |
|             | الفريق المعني برصد الأرض                  | ?                   | ?                   |
|             | مجموعة الموردين النوويين                  | ?                   | ?                   |
|             | مؤسسة التنمية الدولية                     | 1993                | 28 يونيو 1961       |
|             | منظمة الأمن والتعاون في أوروبا            | 1993                | 25 يونيو 1973       |
|             | الوكالة الدولية للطاقة                    | ?                   | ?                   |
|             | مجلس أوروبا                               | ?                   | ?                   |
|             | مؤسسة التمويل الدولية                     | 1993                | 28 سبتمبر 1956      |
|             | منظمة حظر الأسلحة الكيميائية              | ?                   | ?                   |
|             | الأمم المتحدة                             | 19 يناير 1993       | 14 ديسمبر 1955      |
|             | الاتحاد الدولي للاتصالات                  | 1993                | 1866                |
|             | الاتحاد الأوروبي                          | 1 مايو 2004         | 1995                |
|             | البنك الدولي للإنشاء والتعمير             | 1993                | 27 أغسطس 1948       |
|             | مجموعة أستراليا                           | 1994                | 1989                |
|             | المركز الدولي لتسوية المنازعات الاستشارية | 22 أبريل 1993       | 24 يونيو 1971       |
|             | وكالة ضمان الاستثمار متعدد الأطراف        | 1993                | 16 ديسمبر 1997      |
|             | نظام تحكم تكنولوجيا القذائف               | 1998                | 1991                |
|             | يونسكو                                    | 22 فبراير 1993      | 13 أغسطس 1948       |

## أعلام
هذه قائمة لبعض الشخصيات التي تربطها علاقات بالبلدين:
- أوسكار كوكوشكا (1 مارس 1886[28][29][30] – 22 فبراير 1980[28][29][30])
- إدوارد سوس (20 أغسطس 1831[31][32] – 26 أبريل 1914[31][32])
- إلفريدي يلينيك (كاتبة نمساوية، 20 أكتوبر 1946[33][34][35] – )
- إيغون شيلي (رسام نمساوي، 12 يونيو 1890[36][37][38] – 31 أكتوبر 1918[36][37][38])
- إيفانا ترامب (سيدة أعمال، تشكيلية أمريكية، 20 فبراير 1949[39] – )
- برثا فون سوتنر (9 يونيو 1843[40][41][42] – 21 يونيو 1914[40][41][42])
- جورج تراكل (3 فبراير 1887[43][44][45] – 3 نوفمبر 1914[43][44][45])
- جوزيف شومبيتر (عالم اقتصاد نمساوي، 8 فبراير 1883[46][47][48] – 8 يناير 1950[46][47][48])
- روبرت موزيل (كاتب نمساوي، 6 نوفمبر 1880[49][50][51] – 15 أبريل 1942[49][50][51])
- صوفي دوقة هوهنبيرغ (1 مارس 1868[52][53] – 28 يونيو 1914[52][53])
- غوستاف كليمت (14 يوليو 1862[54][55][56] – 6 فبراير 1918[54][55][56])
- كارل تشيرني (21 فبراير 1791[57][58] – 15 يوليو 1857[57][59][60])
- كارل كاوتسكي (فيلسوف ألماني، 16 أكتوبر 1854[61][62][63] – 17 أكتوبر 1938[61][62][63])
- كارل كوري (5 ديسمبر 1896[64][65][66] – 20 أكتوبر 1984[67][64][65])
- كورت فالدهايم (سياسي نمساوي، 21 ديسمبر 1918[68][69][70] – 14 يونيو 2007[68][69][70])

## وصلات خارجية
- موقع وزارة الخارجية التشيكية
- موقع وزارة الخارجية النمساوية